# 福居万里子
福居 万里子（ふくい まりこ、1987年3月17日 - ）は、熊本放送（RKK）のアナウンサー。

## 略歴・人物
5人兄弟の第4子として長崎市に生まれる（被爆3世でもある）。
九州大学卒業後、2011年からNHKの契約キャスター、テレビ西日本を経て、2017年に熊本放送へ中途入社。
熊本放送入社以来、報道記者への異動を経て2022年迄は基本的に報道分野を担当していたが、アナウンス部への復帰を切っ掛けに情報分野やバラエティ番組も担当することとなった。
私生活では2019年に結婚。2児の母。

## 嗜好・挿話
- 帽子好きで、プライベートでは大抵キャスケットや麦わら帽子を愛用している。
- 絵が得意[注釈 1]で、レギュラー出演していた「夕方LIVE ゲツキン!」では、自作の紙芝居を使い様々な話題を取り上げる「福居の気になる劇場」なるコーナーを持っていたこともある[5][6]。
- いわゆる「食リポ」を得意としているが、本人曰く「食べることは大好きだが食リポは得意じゃない」[7]とのこと。
- たいへんな猫好きで、かつては4匹[8]、2024年現在は3匹の猫[9]と暮らしている。うち1匹の「めろ」は2022年春、熊本市内で交通事故に遭い瀕死の重傷を負っていた所を、当時熊本放送のラジオカーリポーターだった浅利ありさ夫妻等と共に発見[10]、保護したもので、2度の手術を経て福居宅で回復[11]、当初は後遺症こそあったものの、2024年現在も概ね健康に暮らしているという。
- 祖父や父親、兄及び弟が鉄道マニアであることから鉄道好きであり、RKK移籍後から永らく取材しており全国ネットで紹介したこともある南阿蘇鉄道[12]をはじめ、鉄道関係の取材も多い[13]。尚、2019年にはレギュラー番組のPRで、熊本市電にて彼女及び他出演者がデザインされたラッピング広告電車が半年程運行されたこともある[14]。また、番組で父親と何度か旅行に行ったエピソードを語った[15]こともある。
- このような鉄道マニア一家に生まれた故か、福居の長男も幼少時から乗り物全般に興味を示している模様[16]。ミニカー「トミカ」を好むことから[16]、2025年1月1日には長男にせがまれる形で、開催初日の「トミカ博 in KUMAMOTO 〜たのしさいっぱい!トミカワールド〜」[注釈 2]を親子で訪れたことをブログに記している[18]。
- 在籍する熊本放送では、社内有志で野球部を編成し、毎年5月頃に開催される「熊本市民早起き野球」にチームを出場させているが、過去には当該チームのマネージャー[19][20]をつとめたことがある。

## 出演番組

### テレビ・ラジオ
- 熊日ニュース（随時）

### テレビ
- Nスタ（2023年 - ）
  - 「すたすた中継」リポーター。2023年8月4日の初出演時[12]は、1度目の産休復帰後初のテレビ出演且つ初のJNN系全国ネットへの登場となった。
- NEWSゲツキン（2025年4月3日 - ）
  - 木曜サブアンカーおよび金曜メインアンカー。

### ラジオ
- とんでるワイド 大田黒浩一のきょうも元気!（水曜パートナー）
  - 2025年4月2日[21] - 。番組内では「マリちゃん」と呼ばれる[注釈 3]。
- 午後2時5分一寸一服（2023年10月17日 - 2024年3月26日〈火曜担当〉 → 2025年4月2日 - 〈水曜担当〉）
- ニュース515（月曜担当、2025年3月31日 - ）

## 過去の出演番組

### 熊本放送時代

#### ラジオ
- ゴリけんの九州・沖縄ぐるぐるマップ（RKBラジオ製作のブロックネット番組、2022年4月[7] - 12月、2023年9月-2024年3月）
  - 熊本担当リポーター（不定期出演）。
- 塚原まきこの福ミミらじお（2018年10月16日[22]）
  - 塚原まきこのドイツ旅行に伴う代演[15]。
- 桂木まやのシャバダバサタデー（2017年5月6日）
  - リスナーからの質問があり、その日ニュースシフトに入っていたことから急遽出演したもの[23]。尚、この時期から2018年にかけては、よく当該番組の「熊日ニュース」のシフトに入っていた。

#### テレビ
- 夕方LIVE ゲツキン!（2019年4月 - 2022年12月）
  - 司会（2022年度は月・火←2022年3月迄は全曜日）や中継リポーター等をつとめた。産休入りと共に降板。
- RKK NEWS JUST.（2017年4月 - 2019年3月）
  - 木・金メインキャスター。

#### 福岡放送局時代
テレビ
- ロクいち!福岡 （2015年4月 - 2016年）
- 熱烈発信!福岡NOW （2013年4月 - 2015年）